# Raïon d'Azov
Le raïon d’Azov (en russe : Азо́вский райо́н, Azovski raïon) est une subdivision de l'oblast de Rostov, en Russie. Son centre administratif est Azov (qui ne fait toutefois pas partie du raïon).

## Géographie
Le raïon d’Azov couvre 2 966 km2 sur la rive méridionale du golfe de Taganrog et du delta du Don.

## Histoire
Le peuplement russe de la région s’accélère au XVIIIe siècle et au XIXe siècle avec des colons venus de Russie centrale et de Petite Russie. En 1924 l’administration soviétique crée le raïon d’Azov. D’août 1942 à février 1943 le raïon est occupé par la Wehrmacht.

## Population
La population de ce raïon s'élevait à 96 814 habitants en 2016.

## Subdivisions territoriales
Le raïon comprend dix-huit communautés rurales :
- Communauté rurale d’Alexandrovka
- Communauté rurale d’Elisavetinskaïa
- Communauté rurale d’Elisavetovka
- Communauté rurale de Zadonski
- Communauté rurale de Kagalnik
- Communauté rurale de Kalinovka
- Communauté rurale de Krasny Sad
- Communauté rurale de Krougloïe
- Communauté rurale de Kougueï
- Communauté rurale de Koulechovka
- Communauté rurale de Margaritovo
- Communauté rurale de Novoalexandrovka
- Communauté rurale d’Obilnenskoïe
- Communauté rurale d’Otradovka
- Communauté rurale de Pechkovo
- Communauté rurale de Rogojkino
- Communauté rurale de Samarskoïe
- Communauté rurale de Semibalki